# Park Eun-chul
Park Eun-chul (kor. 박 은철; ur. 18 stycznia 1981) – południowokoreański zapaśnik w stylu klasycznym. Brązowy medalista olimpijski z Pekinu 2008 w kategorii 55 kg.
Trzykrotny medalista mistrzostw świata. Zdobył dwa srebrne medale w 2005 i 2007, jak również brązowy medal w 2006. Zajął 9. miejsce na igrzyskach azjatyckich w 2006. Uniwersytecki wicemistrz świata w 2002. Mistrz igrzysk wojskowych w 2007. Zajął 3. miejsce w Pucharze Świata w 2008 roku.